# Serguéi Nóvikov (matemático)
Serguéi Petróvich Nóvikov (ruso Сергей Петрович Новиков) (Gorki, 20 de marzo de 1938-6 de junio de 2024) fue un matemático ruso conocido por sus trabajos sobre la topología algebraica y la teoría del solitón.

## Biografía
Con padres matemáticos, entró en la Universidad Estatal de Moscú en 1955, graduándose cinco años después. En esa época recibió un premio para matemáticos jóvenes de la Sociedad Matemática de Moscú y consiguió un equivalente a un PhD. En 1966, fue designado miembro de la Academia de las Ciencias de la URSS. En 1984, fue elegido también miembro de la Academia de las Artes y de las Ciencias de Serbia. Desde 2004,fue jefe del Departamento de Geometría y Topología del Instituto Steklov de Matemáticas.
En sus primeros años de investigación, se interesó en los trabajos de Frank Adams en homología que él adaptó para aplicarlos al cobordismo y a la K-teoría. Esta primera investigación condujo a la secuencia espectral de Adams-Nóvikov.
Continuó su carrera enunciando un gran número de resultados destacables en topología: 
- La invariancia topológica de las clases de Pontriaguin
- La clasificación de las variedades diferenciales simplemente conexas
- Resultados sobre los grupos de homotopía estable.

También aportó una contribución no desdeñable en física matemática.
A lo largo de su carrera matemática recibió numerosos premios: en 1967, el Premio Lenin, en 1970 la Medalla Fields, en 1981 la Medalla Lobachevski y en 2005 el Premio Wolf.